# Spirobranchus spinosus
Spirobranchus spinosus är en ringmaskart som beskrevs av Moore 1923. Spirobranchus spinosus ingår i släktet Spirobranchus och familjen Serpulidae. Inga underarter finns listade i Catalogue of Life.